# Cartoon Network (MENA)
Pour les articles homonymes, voir Cartoon Network (homonymie).
Cartoon Network (MENA) est une chaîne de télévision à péage appartenant à beIN Media Group lancée le 1er juillet 2016.
Le 1er juillet 2016, Cartoon Network MENA, une chaîne en HD sur beIN, a été lancé pour remplacer Cartoon Network Africa dans la région MENA. Il comporte des pistes audio en anglais et en arabe. Cartoon Network MENA propose non seulement des fournisseurs de télévision IP du Golfe (ainsi que Cablevision au Liban et la plupart des fournisseurs de télévision chypriotes, à l'exception de NOVA Chypre), ainsi que des règles de programmation et de censure distinctes de Cartoon Network Africa.

## Histoire
La chaîne paneuropéenne a été lancée le 17 septembre 1993 sous le nom de Cartoon Network UK / Europe; la chaîne diffusée dans toute l'Europe en anglais. Une piste audio de langue espagnole a été lancée le 4 mars 1994, avec des pistes audio de suédois, danois, français, italien et norvégien.
La chaîne pour le Benelux a été lancée le 12 juillet 1997. La chaîne pour l'Europe du Sud a été lancée en juin 1998 et diffusée en France, en Italie et en Espagne. La chaîne paneuropéenne continuait de diffuser dans les autres régions d'Europe. La chaîne pour la Pologne a été lancée le 1er septembre 1998.
La chaîne italienne est devenu indépendante quelques mois après le lancement du flux Europe du Sud, tandis que les flux espagnol et français se sont séparés le 23 août 1999.
Le 15 octobre 1999, la chaîne britannique était officiellement séparée de la version paneuropéenne, à l'époque où VideoCrypt avait brouillé la diffusion analogique sur les transpondeurs partagés sur le satellite Astra 1C, et la version éphémère exclusivement britannique et irlandaise de la version TNT avait été lancée.
La chaîne nordique a été lancé le 1er janvier 2000, disponible au Danemark, en Suède et en Norvège; il est disponible en danois, suédois, norvégien et anglais. La chaîne est également disponible en Islande et en Finlande.
La chaîne Benelux Cartoon a été fermée le 31 juillet 2001 et remplacé par le flux paneuropéen le lendemain; une piste audio néerlandaise a également été ajoutée ce jour-là.
La chaîne paneuropéenne est devenue complètement indépendante de la Chaîne du Royaume-Uni en 2001, à la suite de la fermeture de la chaîne au Benelux.
La chaîne polonaise a ajouté des pistes audio roumaine et hongroise le 30 septembre 2002. Une piste audio russe a été ajoutée le 1er avril 2005 et des sous-titres grecs ont été ajoutés le 20 juin 2005.
La chaîne allemande a été lancé le 5 décembre 2006 et la chaîne turque le 28 janvier 2008. La chaîne roumaine (également appelé CN CEE) a été lancée en janvier 2008. Le 1er octobre 2009, la piste audio hongroise de la chaîne polonaise a été déplacée à la chaîne hongroise. La République tchèque et la Slovaquie reçoivent Cartoon Network CEE en anglais.
La chaîne bulgare a été lancé le 1er octobre 2009 avec des pistes audio bulgare et anglais. La piste audio russe est passée à cette chaîne le même jour. Depuis le 1er janvier 2014, le flux RSEE est diffusé 24h / 24 dans tous les pays où il est proposé. Avant cette date, la version 24/7 était indisponible en dehors de la Russie.
Le nom du site internet africain était CartoonNetworkAfrica.com, qui a été lancé le 10 mai 2010. Depuis la refonte du site Web en 2014, le site Web susmentionné et le site paneuropéen CartoonNetworkHQ.net sont désormais redirigés vers CartoonNetworkHQ.com.
Cartoon Network Arabic a été lancé le 10 octobre 2010. Il s'agit de la chaîne de la région EMEA totalement indisponible en anglais. La chaîne pur le Benelux a été relancée en novembre de la même année, la piste audio néerlandaise ayant également été supprimée de la Chaîne paneuropéenne. La chaîne espagnole a fermé le 1er juillet 2013 en même temps que le groupe espagnol Cartoonito. Les téléspectateurs espagnols peuvent toujours regarder des émissions de Cartoon Network sur Boing, avec un bloc constitué exclusivement d'émissions de Cartoon Network et intitulé ¡Findes! Cartoon Network est également disponible sur la chaîne. La Chaîne portugaise a été lancée le 1er octobre 2013 en Angola et au Mozambique. Il a ensuite été lancé au Portugal le 3 décembre 2013.
Le siège social de Cartoon Network est passé à l'écran large le 6 octobre 2014 ; il a également commencé à utiliser le look Check It 3.0 le même jour.
En décembre 2015, Turner Broadcasting System Arabia a signé un contrat d'exclusivité avec beIN Media Group pour fournir à l'ensemble des chaînes de télévision payantes détenues par Turner dans le monde arabe exclusivement via son service d'abonnement au réseau beIN, notamment Cartoon Network Africa, Boomerang Africa et TCM Africa. à compter du 1er janvier 2016. Ceci a par conséquent supprimé Cartoon Network et les autres chaînes appartenant à Turner des services de diffusion d'OSN à partir du 16 janvier 2016, bien que les abonnés d'Etisalat et des services de télévision payante respectifs des Émirats arabes unis n'aient pratiquement pas été affectés.
Le 1er juillet 2016, Cartoon Network MENA et Boomerang MENA ont été lancés pour remplacer Cartoon Network Africa et Boomerang Africa, diffusant en 1080i sur beIN avec une piste audio arabe disponible. Cartoon Network MENA et Boomerang MENA ont des programmes et des programmes différents de Cartoon Network Africa et Boomerang Africa, et Cartoon Network MENA censure de nombreux programmes, censurant parfois des scènes non éditées sur Cartoon Network Arabic. Alors que Cartoon Network MENA est proposé avec des sous-titres grecs à Chypre, Boomerang MENA est également disponible en Grèce et à Chypre avec une piste audio grecque au lieu d'une piste arabe.
De nos jours, Cartoon Network Africa est diffusé en Afrique subsaharienne. Un réseau distinct en HD appelé Cartoon Network MENA est l’une des trois chaînes disponibles dans le monde arabe, ainsi qu’une unique source à Chypre, les téléspectateurs de la région MENA ayant également accès à Cartoon Network Arabic et à Cartoon Network Hindi.
Depuis septembre 2016, Cartoon Network MENA est disponible sur le service IPTV de PrimeTel aux côtés de Boomerang MENA et est la seule chaîne Cartoon Network disponible à Chypre ; les deux canaux sont également disponibles sur Cablenet et CytaVision à Chypre. La chaîne remplace Cartoon Network Africa (qui avait déjà cessé de diffuser sur tous les opérateurs de télévision en Grèce ainsi que sur l'opérateur de télévision chypriote NOVA Chypre en 2013), mettant ainsi fin à son rôle de téléavertisseur. Les autres régions d'Europe sont desservies par des aliments distincts.
En juin 2017, le Kenya Film Classification Board (KCFB), dirigé par le directeur général Ezekiel Mutua, a ordonné l'interdiction de six séries diffusées sur Cartoon Network Africa, Nickelodeon Africa et Nicktoons Africa pour avoir prétendument promu des thèmes LGBT auprès des mineurs. Les émissions concernées sont les séries en cours de Cartoon Network, Adventure Time, Clarence et Steven Universe, en plus des émissions conclues par Nickelodeon, Hé Arnold ! et La Légende de Korra et le dessin animé de Nickelodeon actuellement en cours, Bienvenue chez les Loud.
À partir du 18 décembre 2018, Cartoon Network Africa est passé à la haute définition avec TNT Africa.

### Logos

Logo de Cartoon Network MENA actuel depuis le 1er juillet 2016
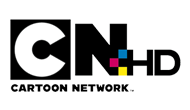
Logo de Cartoon Network MENA HD actuel depuis le 1er juillet 2016.